# Stanisław Łąpiński

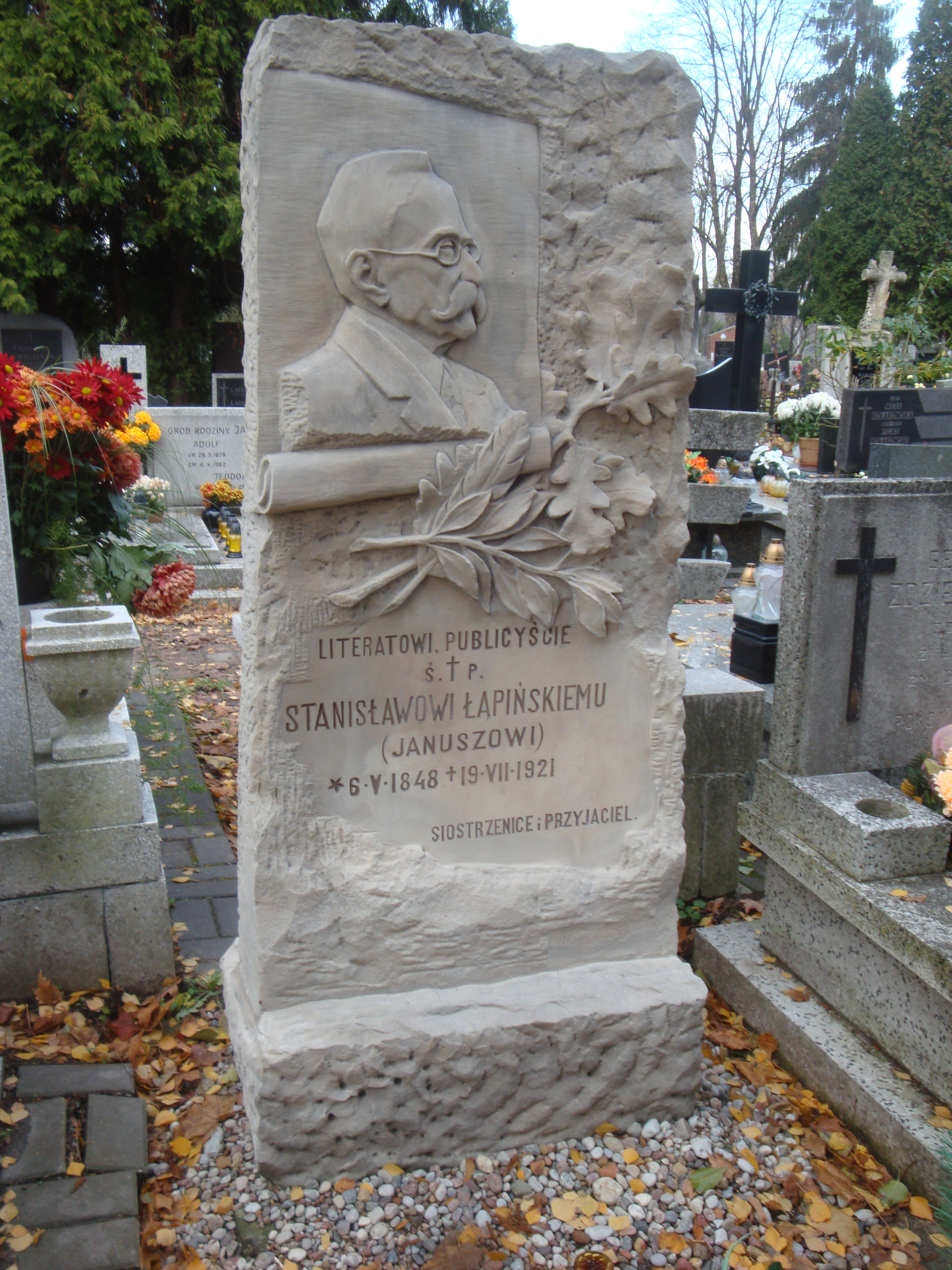
Nagrobek Stanisława Łąpińskiego na Starym Cmentarzu w Łodzi

Stanisław Łąpiński (ur. 6 maja 1848 w Brzustowie, w pow. tomaszowskim, zm. 19 lipca 1921 w Łodzi) – dziennikarz, literat, krytyk teatralny. Pisał też pod pseudonimami „Janusz”, „Bolesta”, „Jacek Soplica”, „St. Lap”.

## Życiorys
Najstarszy syn Adolfa, nadleśniczego lasów rządowych i Emilii z Duninów-Brzezińskich. Po ukończeniu gimnazjum w Kielcach studiował w Szkole Głównej w Warszawie.
Pracował początkowo w administracji kolejowej, doraźnie współpracując z prasą warszawską w latach 1873–1876, ale potem był już tylko dziennikarzem. W latach 1893–1895 należał do redakcji „Dziennika dla Wszystkich” w Warszawie.
Około 1875 wyjechał z Warszawy i osiedlił się w Piotrkowie Trybunalskim, współpracując tam z „Tygodniem”, wszedł wkrótce w skład redakcji czasopisma. Pisywał też korespondencje do „Słowa”, „Gazety Polskiej” i „Kuriera Warszawskiego”.
15 stycznia 1898 przybył do Łodzi gdzie został członkiem redakcji gazety „Rozwój”. Pisał na jego łamach recenzje teatralne, sobotnie stałe kroniki tygodniowe (pod pseudonimem „Janusz”), a z czasem objął kierownictwo działu politycznego.
Zamieszczał tam również felietony i recenzje teatralne w których wykazywał dużo troski o rozwój teatrów łódzkich. Szczególnie popierał Teatr Popularny A. Mielewskiego, a opisując rolę tego teatru w środowisku łódzkim nie ograniczał się jedynie do recenzowania gry aktorów czy scenografii, do analizy repertuaru, ale przekazywał również wartościowe spostrzeżenia na temat kręgu odbiorców i wychowawczej roli tego teatru.
Od 1908 podpisywał „Rozwój” jako jego redaktor odpowiedzialny. Felietony z lat 1899–1900 Przy ognisku zamieszczał w pierwszym łódzkim czasopiśmie literackim „Ognisko Rodzinne”.
Po wybuchu I wojny światowej i zamknięciu 7 grudnia 1914 „Rozwoju” przez niemieckie władze okupacyjne wyjechał do Warszawy, gdzie przez pewien czas redagował „Dzień”, współpracując z warszawskim „Przeglądem Porannym” i łódzką „Godziną Polski” (pod ps. Bolesta) oraz z innymi pismami.
Oprócz publikacji w gazetach pisał też i publikował poważne artykuły o tematyce historycznej. Także utwory o charakterze literackim a dorobek literacki miał spory. Doświadczenia nabyte w czasie pracy w administracji kolejowej wykorzystał w komedii obyczajowej Kolejarze (1908) i Córka zawiadowcy, wystawianych w Łodzi z dużym powodzeniem. W r. 1906 ukazało się w Łodzi jego opowiadanie pt Tkacz. Obrazek z życia łódzkich robotników. Jego autorstwa sztuka historyczna z czasów Księstwa Warszawskiego pt. Nad Pilicą (1902) wystawiona w Łodzi po raz pierwszy 20 kwietnia 1907, dzięki bardzo patriotycznej treści doczekała się kilkunastu przedstawień (m.in. w Teatrze Popularnym). Napisał jeszcze inne szkice, powiastki, nowele, wiersze, opublikowane w prasie.
Na zaproszenie S. Książka wszedł w skład redakcji „Kuriera Łódzkiego” (od 1917 r.), prowadząc w nim działy te same, co uprzednio w „Rozwoju”. Mimo pogarszającego się stanu zdrowia pozostał do końca życia w składzie redakcji gazety. Po wyjeździe S. Książka z Łodzi nowi właściciele „Kuriera” (1919), mimo że zaczął tracić wzrok i nie wychodził z domu (od dzieciństwa był ułomny, miał jedną nogę krótszą), nie usunęli go z redakcji i pozostawili mu pobieraną pensję. Pracował dalej, przesyłając przez gońca swe artykuły, felietony i inne prace.
W 1898 wraz z Michałem Wołowskim organizował teatr dla robotników. Był inicjatorem powstania Polskiego Towarzystwa Teatralnego 28 listopada 1903 r., którego celem miało być podtrzymanie i ugruntowanie bytu sceny polskiej w Łodzi. Był współorganizatorem Rzemieślniczego Towarzystwa Śpiewaczego „Lira”. Był także prezesem Towarzystwa Muzyczno-Dramatycznego „Harmonia”. W 1908 był kierownikiem artystycznym teatru „Lutnia”. Współpracował z Towarzystwem Śpiewaczym «Lutnia» w Aleksandrowie Łódzkim.
Był członkiem zarządu Towarzystwa Wpisów i Zapomóg Szkolnych.
Brał udział w różnych akcjach społecznych na terenie miasta np. był członkiem komitetu i sekretarzem wielkiej Wystawy Higieniczno-Spożywczej, zorganizowanej w styczniu 1903 dla wsparcia finansowego Pogotowia Ratunkowego w Łodzi (powstałego w 1899 z inicjatywy dr Władysława Pinkusa i cały czas borykającego się z kłopotami materialnymi).
Mimo wytężonej i ciężkiej pracy żył w niedostatku. Nie posiadając własnej rodziny, opiekował się dziećmi nieżyjącego szwagra i siostry Emilii.
Ostatnie lata życia spędził w niedostatku i samotności.
Zmarł 19 lipca 1921 w Łodzi. Został pochowany na Starym Cmentarzu w Łodzi przy ul. Ogrodowej w części katolickiej.
10 maja 1925 odbyła się uroczystość poświęcenia pomnika nagrobnego, wykonanego z inicjatywy Zarządu Syndykatu Dziennikarzy Polskich w Łodzi przez artystę rzeźbiarza Władysława Czaplińskiego.
Towarzystwo Opieki nad Starym Cmentarzem przy ulicy Ogrodowej w Łodzi w 2012 odnowiło ten pomnik nagrobny z funduszy zebranych podczas kwesty na cmentarzu 1 listopada 2011 r.